# Jeffrey Float
Jeffrey "Jeff" Float, né le 10 avril 1960 à Buffalo, est un nageur américain. Lors des Jeux olympiques d'été de 1984 disputés à Los Angeles, il remporte la médaille d'or au relais 4 × 200 m nage libre et termine quatrième de la finale du 200 m nage libre. À l'âge de 13 mois, Float a perdu la majeure partie de ses capacités auditives et a failli mourir à la suite d'une méningite virale. Il est devenu en 1984, le premier athlète sourd américain à obtenir une médaille d'or olympique.

## Palmarès
- médaille d'or au relais 4 × 200 m nage libre aux Jeux olympiques de Los Angeles en 1984
- médaille d'or au relais 4 × 200 m nage libre aux Championnats du monde 1982  à Guayaquil
- médaille d'argent au 400 m nage libre aux Championnats du monde 1978  à Berlin